# Dolichoura
Dolichoura es un género con dos especies de plantas fanerógamas pertenecientes a la familia Melastomataceae.

## Taxonomía
Es originario de Brasil. El género fue descrito por Alexander Curt Brade  y publicado en Archivos do Jardim Botânico do Rio de Janeiro 16: 12, en el año 1959.

## Especies
- Dolichoura kollmanii R.Goldenb. & R.Tavares	Brittonia 59(3): , f. 1, 2a, 3a,b	2007
- Dolichoura spiritusanctensis Brade	Arch. Jard. Bot. Río de Janeiro 16: 12	1959